# Девојка из воза
Девојка из воза (енгл. The Girl on the Train) је психолошки трилер британске ауторке Поле Хокинс (енгл. Paula Hawkins). Српско издање је објавила издавачка кућа Вулкан из Београда 2015. године. Био је први најпродаванији роман на Њујорк Тајмс листи штампаних и електронских књига од 1. фебруара 2015. године, тринаест узастопних недеља, све до априла. Јануара 2016. је поново био најпродаванији роман на две недеље. У многим критикама се упоређује са Ишчезлом, популарном психолошком мистеријом из 2012. године, ауторке Џилијан Флин, по сличној теми и непоузданим нараторима.
Почетком марта, мање од два месеца након објављивања, роман је продат у више од милион примерака и додатних пола милиона до априла. Заузео је прво место на листи књига са тврдим повезом у Великој Британији на двадесет недеља, што је нови рекорд у односу на претходне књиге. До почетка августа је продата у више од три милиона примерака у Сједињеним Америчким Државама, а до октобра 2016. око двадесет милиона примерака широм света. Након објављивања трећег Хокинсовог романа, Девојка из воза је продата у око двадесет и три милиона примерака широм света. Освојила је награду Оди за „Аудиокњигу године” 2016.
Заинтересованост Марка Плата за снимање филма се јавила пре него што је књига званично објављена 2014. године. Америчка филмска адаптација, у главној улози Емили Блунт и режији Тејта Тејлора, је објављена 7. октобра 2016.

## О књизи
Роман је испричан у првом лицу из угла три жене: Рејчел Вотсон, Ане Бојд Вотсон и Меган Хипвел. Рејчел Вотсон је тридесеттрогодишња алкохоличарка, која се потресла због развода са Томом који ју је напустио због друге жене. Због алкохола је изгубила посао, често има блекауте. Док је пијана често „малтретира” Тома, иако се тога мало или нимало не сећа када се отрезни. Том је сада ожењен Аном Бојд и са њом има ћерку Еви, што подстиче Рејчелине самодеструктивне склоности, јер је њена неспособност да затрудни узроковало алкохолизам. Рејчел има своју дневну рутину, сваког дана иде у Лондон у 08:04, а враћа се у 17:56. Тај воз пролази поред старе куће на Бленхајм путу, где сада живе Том, Ана и Еви. Почиње да из воза посматра атрактиван пар који живи неколико кућа даље од Тома, идеализује њихов живот иако не зна да је он далеко од савршеног. Супруга Меган Хипвел (коју Рејчел назива Џес) има проблематичну прошлост, сматра да је њен живот досадан и бежи од невоља кроз љубавнике. Меган је потражила помоћ тако што је посетила терапеута, доктора Камала Абдића, коме је открила своју мрачну тајну коју никада раније никоме није поверила.
Ана је заљубљена у Тома и срећна што је Евина мајка, у почетку ужива у идеји да покаже Рејчел да ју је Том изабрао, али на крају постаје бесна због Рејчелиног узнемиравања њене породице. Једног дана, Рејчел је запањена када види Меган како љуби другог мушкарца. Следећег дана, после обилног опијања, Рејчел се буди и открива да је повређена, не сећајући се претходне ноћи. Сазнаје да је Меган нестала, а полиција је испитује након Анине пријавила да ју је видела како пијана тетура те ноћи. Рејчел се заинтересује за случај и каже полицији да мисли да је Меган имала аферу. Затим контактира Меганиног мужа Скота (ког назива Џејсон) и такође му то каже, лажући да су она и Меган биле пријатељице. Рејчел сазнаје да је мушкарац са ким ју је видела да се љуби био Камал. Контактира га је лажући о свом идентитету како би му се приближила и сазнала више о њему. Заказује са њим термин терапије да види да ли може да јој помогне да се присети догађаја који су се десили док је била у несвести те ноћи. Док Камал ништа не сумња, Рејчел почиње да стиче увид у свој живот тако што разговара с њим, има користи од терапије. Њене везе са Скотом и Камалом, иако изграђене на лажима, чине да се осећа важном. Неколико дана престаје да пије у исто време као раније, али увек креће поново. У међувремену, наставља да зове и посећује Тома. Меганино тело је пронађено, откривено је да је била трудна, а отац њеног нерођеног детета нису били ни Скот ни Камал. Док Скот открива Рејчелине лажи, њена сећања постају јаснија, присећа да је видела Меган како улази у Томов ауто. Ана открива да су Том и Меган имали аферу.
Рејчел почиње да верује сопственим сећањима и схвата да се многе ствари које јој је Том рекао да је урадила док је била пијана никада нису ни догодиле. Годинама ју је лагао, због чега је сумњала у свој разум. Уверена спознајом и сазнањем да је он морао бити тај који је убио Меган, Рејчел упозорава Ану којој, када се суочи са њим, Том признаје да је убио Меган након што му је запретила да ће открити да је трудна са њим. Ана је уплашена за безбедност своје ћерке. Том покушава да пребије и уплаши Рејчел да ћути, али она му узвраћа. Убеђена да ће је убити, Рејчел убоде Тома вадичепом у врат, а Ана јој помаже да га докрајчи. Када полиција стигне, оне се подржавају тако што усклађују своје приче како би објасниле своје поступке као самоодбрану. Рејчел тада одлучује да престане да пије и настави са својим животом.

## Пријем
Literary Hub је изјавио да је 29% критичара роман оценило негативно, док је 43% и 14% критичара позитивно или мешовито. Добио је углавном позитивне критике како од критичара тако и од публике. Године 2015. je постао најбрже продавани роман у тврдом повезу за одрасле у историји, а након објављивања је провео више од четири месеца на листи бестселера Њујорк тајмса. Kirkus Reviews је похвалио роман написавши да ће чак и најпроницљивији читаоци бити шокирани док Хокинс полако открива чињенице, откривајући сурову реалност љубави и неизбежне везе опсесије са насиљем. Роман је награђен као један од најбољих књига 2015. у категорији фикције. Такође је освојио награду Гудридс 2015. у категорији мистерија и трилер.
У Њујорк тајмсу је Жан Ханф Корелиц довела у питање наративну структуру романа и критиковала протагонисту која се, према њеним речима, понаша нелогично, самодеструктивно и нарцисоидно. Џилијан Флин пореди роман са Ишчезлом, наводећи да оба користе непоуздане нараторе и баве се животом у предграђу. Пoла Хoкинс је, међутим, одбацила ова поређења, рекавши у интервјуу за Холивуд репортер да је Ејми Дан психопата, невероватно контролишућа и манипулативна, паметна, лукава жена, док је Рејчел жена која не може ништа да уради како треба.

## Преводи
Роман је продаван у 34 земље, преведен је на разне језике, укључујући:
| Језик                 | Назив романа                                   |
| --------------------- | ---------------------------------------------- |
| Словачки              | Dievča vo vlaku                                |
| Арапски               | فتاة القطار Fatāh al-Qiṭār                     |
| Бугарски              | Момичето от влака                              |
| Француски             | La Fille du train                              |
| Дански                | Kvinden i toget                                |
| Чешки                 | Dívka ve vlaku                                 |
| Каталонски            | La noia del tren                               |
| Персијски             | دخترى در قطار Doxtar-i dar Qatâr               |
| Немачки               | Girl on the Train                              |
| Индонежански          | The Girl on The Train                          |
| Италијански           | La ragazza del treno                           |
| Пољски                | Dziewczyna z pociągu                           |
| Португалски           | A Rapariga no Comboio                          |
| Шпански               | La Chica del Tren                              |
| Турски                | Trendeki Kız                                   |
| Традиционални кинески | 列車上的女孩 Lièchē shàng de nǚhái             |
| Румунски              | Fata din tren                                  |
| Бенгалски             | The Girl on The Train                          |
| Хебрејски             | הבחורה על הרכבת HaBahura al HaRakevet          |
| Словеначки            | Dekle na vlaku                                 |
| Вијетнамски           | Cô gái trên tàu                                |
| Грузијски             | გოგონა მატარებელში                             |
| Јапански              | ガール・オン・ザ・トレイン (gāru on za torein) |
| Грчки                 | Το κορίτσι του τρένου                          |
| Мађарски              | A lány a vonaton                               |
| Холандски             | Het meisje in de trein                         |
| Хинди                 | Ladki Train Main                               |

Поред наведених, постоје два превода у Ирану, која под санкцијама не признаје уговоре о ауторским правима Нилуфара Амнзадеха и Махбубеха Мусавија.

## Филмске адаптације

### Енглеска адаптација
Филмска права за адаптацију романа су марта 2014. купили Дримворкс и Марк Плат, а Џаред Лебоф је требао да га продуцира. Тејт Тејлор, који је режирао Служавке 2011. године, je најављен као редитељ филма у мају 2015. са Ерином Кресидом Вилсоном као сценаристом. У јуну 2015. je британска глумица Емили Блант преговарала о улози Рејчел. Јула 2015. је одлучено да ће радња филма бити премештена из Велике Британије у Сједињене Америчке Државе. Филм је почео да се производи у области Њујорка октобра 2015, a објављен je 7. октобра 2016. Доследно прати догађаје у књизи, једина изразита разлика је у томе што Рејчел овде схвата истину о Томовим оптужбама за њено понашање тако што се случајно сусреће са супругом његовог бившег менаџера која јој открива да је Том отпуштен са посла због бројних афера у канцеларији, а не због тога што је Рејчел имала нервни слом на забави као што јој је рекао, док у књизи улаже сопствене напоре да открије истину.

### Хинди адаптација
Припрема адаптације књиге на хинди језику је објављена 24. априла 2019. у главној улози Паринити Чопра. Филм је режирао Рибу Дасгупта, а продуцирао га је Reliance Entertainment. Главно снимање је почело почетком августа 2019. у Лондону. За разлику од енглеске адаптације из 2016. године, хинди адаптација је задржала оригиналну британску поставку књиге, али је већину карактера променила и прилагодила свом становништву. Премијерни датум приказивања филма 8. мај 2020. је одложен због пандемије ковид 19. Филм је објављен 26. фебруара 2021. на Нетфликсу.

## Сценска адаптација
Сценска адаптација романа је одржала светску премијеру у позоришту The Courtyard у Енглеској, од 12. маја до 9. јуна 2018. Рејчел Вотсон глуми Џил Халфпени, а режисер је Џо Марфи.